# Oskar von Kirchner
Oskar von Kirchner, född 15 september 1851 i Breslau, död 25 april 1925 i Venedig, var en tysk botaniker.
Oskar von Kirchner blev filosofie doktor i Breslau 1874 och professor vid lantbrukshögskolan i Hohenheim vid Stuttgart 1881. Kirchner undersökte olika sädesslags mottaglighet för svampskador, utgav Die Krankheiten und Beschädigungen unserer landwirtschaftlichen Kulturpflanzen (1890, 3:e upplagan 1923, italiensk översättning 1906) och var redaktör för Zeitschrift für Pfalnzenkrankheiten 1916–1924. Sina största insatser gjorde han som fytobiolog, utgav Blumen und Insekten, ihre Anpassungen aneinander und ihre gegenseitige Abhängigkeit (1911) och det brett anlagda verket Lebengeschichte der Blütenpflanzen Mitteleuroapas (60 häften, 1904–1942; tillsammans med E. Loew och C. Schröter).